# Бенгальская кошка

Бенга́льская ко́шка, или ка́рликовая ко́шка, или дальневосто́чный кот (лат. Prionailurus bengalensis) — вид кошачьих из подсемейства малых кошек. Бенгальские кошки обитают в Южной и Восточной Азии. Их размер соответствует размеру домашней кошки, и на своём огромном ареале они встречаются в разнообразных цветовых вариантах.

## Внешность
Внешний вид внутри вида бенгальских кошек сильно различается. В Приморском крае они выглядят совсем иначе, чем на островах Индонезии. На юге базовая окраска их шерсти более жёлтая, как у леопарда, а на севере она преимущественно серо-коричневая. Шерсть покрыта тёмными пятнами, а на голове имеются чёрные полоски. У северных популяций пятна на шерсти имеют форму кругов, в то время как у южных популяций они не более чем чёрные мазки. Размер бенгальских кошек варьирует от 65 см (остров Ява) до метра (Приморский край), включая хвост, достигающий 20—40 см.

## Распространение
Бенгальские кошки всегда живут у воды. В тропических лесах они столь же хорошо приживаются, как и в хвойных лесах, в саваннах или в горах. Они избегают близости к людским поселениям и лишь иногда пересекают возделанные поля.
Область распространения бенгальских кошек тянется от Приамурья, Кореи и Китая до Индии, Пакистана и Индонезии. Они встречаются на таких островах как Чеджудо, Цусима, Тайвань, Хайнань, Суматра, Ява, Калимантан, Бали, Ломбок и некоторых островах Филиппин. На островах Юго-Восточной Азии бенгальские кошки представлены многочисленными подвидами, иногда считающимимся зоологами отдельными видами.

## Охота
Охота на бенгальскую кошку ведётся в Китае из-за её ценного меха. Его импорт в Европу прекращён, однако в Японию всё ещё экспортируются крупные партии. В целом бенгальская кошка не находится под угрозой исчезновения, но в некоторых регионах она уже стала редким животным.

## Гибрид
В США путём скрещивания с домашней кошкой получена новая порода, получившая название бенгальской. Поскольку в русском языке и самостоятельный вид и новая порода домашней кошки носят название бенгальская, возможно возникновение путаницы.

## Подвиды
- Prionailurus bengalensis bengalensis — индийская кошка[2], распространена в Индии и Индокитае;
- Prionailurus bengalensis chinensis — обитает в Китае и на Тайване;
- Prionailurus bengalensis horsfieldi — населяет территорию от Кашмира до Сиккима;
- Prionailurus bengalensis iriomotensis — ириомотейская кошка, обитает на острове Ириомоте, часто выделяется в отдельный вид;
- Prionailurus bengalensis euptilurus — дальневосточный, или амурский лесной кот — обитает на юге Приамурья, в Приморье и Северо-Восточном Китае.